# Al-Barani
Al-Barani (Branès en francès) és el nom donat a un dels dos gran grups de pobles que formen els amazics. L'altre és el grup dels al-Butr. El seu llegendari avantpassat comú fou Butrus. Els erudits pensen que el nom voldria dir "els dels vestits llargs" (Burnous). El seu territori s'estenia al nord-oest de la ciutat de Taza, al Marroc.
El grup al-Barani està format per les tribus occidentals. El nom de les diverses tribus s'ha conservat però el nom del grup ha desaparegut.